# Chabeuil
Chabeuil är en kommun i departementet Drôme i regionen Auvergne-Rhône-Alpes i sydöstra Frankrike. Kommunen ligger i kantonen Chabeuil som tillhör arrondissementet Valence. År 2022 hade Chabeuil 6 860 invånare.

## Befolkningsutveckling
Antalet invånare i kommunen Chabeuil
Referens:INSEE